# Замятін Євген Іванович
Євге́н Іва́нович Замя́тін (рос. Евгений Иванович Замятин; нар.20 січня (1 лютого) 1884 р., м. Лебедянь, Тамбовська губернія, Російська імперія — пом.10 березня 1937 р., Париж, Франція) — російський письменник.

## Біографія
Батько — православний священик, мати — піаністка.
З 1893 по 1896 рік Замятін відвідував Лебедянську гімназію, а потім вчився у Воронезькій гімназії, яку у 1902 році закінчив із золотою медаллю. У цьому ж році Євген Іванович записався з упертості (у школі, на відміну від російської, він не завжди мав хороші оцінки з математики) на кораблебудівний факультет Санкт-Петербурзького політехнічного інституту. Через чотири роки Замятін стає більшовиком і бере участь у житті революційної студентської молоді. Там він зустрічає свою майбутню дружину — Людмилу Миколаївну Усову (1883—1965). Влітку 1905 року при поверненні з поїздки до Єгипту через Одесу був свідком повстання на броненосці «Князь Потьомкін-Таврійський». У 1906 Замятіна заарештовують і висилають назад у Лебедянь. У цьому ж році він нелегально повертається до Петербурга, де перебуває до 1911.
В 1908 році Замятін закінчує інститут і пише своє перше оповідання — «Один». Два роки автор-початківець викладає на кораблебудівельному факультеті, працює інженером і одночасно закінчує оповідання «Дівчина» («Девушка»). У 1911 році Замятіна за нелегальне проживання висилають у Лахту. Він пише свою першу повість «Повітне» («Уездное»), у якій з гіркотою змальовує повний інертності світ російської глибинки. Цей твір привертає увагу літературознавців та письменників, у тому числі й Горького.
Під час Першої світової війни Замятін виступав з боку антивоєнних інтернаціоналістичних позицій. У повісті «На куличках» (1914) він «у найогиднішій формі» описав внутрішній побут невеликого воєнного загону на Далекому Сході, за що був засуджений та відправлений у Кем. Тим не менш, критики схвально оцінили повість письменника.
У березні 1916 року Замятін, як досвідчений інженер, був відряджений в Англію для участі в будівництві російських криголамів. Його вразила різниця між Росією та Англією. Він вивчив англійську, став підтягнутим, елегантним та ввічливим.
У вересні 1917 року письменник повертається в Росію. Бере активну участь у літературному житті. Перші роки після революції друкується під псевдонімом «Мих. Платонов». У своїх статтях аналізує окремі моменти діяльності більшовиків — цензуру, червоний терор, скасування смертної кари. Замятін критикував політику більшовицького уряду під час Громадянської війни.
На початку 1920-х належав до об'єднання літераторів «Серапіонові брати» та був його ідейним керівником (до групи входили Корній Чуковський, Микола Гумільов, Борис Ейхенбаум, Борис Губер та інші).
У 1920 році завершує роботу над романом «Ми», з якого почався розквіт жанру антиутопії. У 1921 році письменник надсилає рукопис у берлінське видавництво З. І. Гржебіна, з яким у Замятіна була укладена угода. У свою чергу, видавництво передає роман у США для перекладу та видання англійською мовою. Але радянська цензура вгледіла в романі приховану насмішку над комуністичним устроєм та заборонила публікацію твору.
Роман «Ми» був виданий у Нью-Йорку англійською мовою в 1925 році, а потім чеською та французькою мовами.
На хвилі нищівної критики Замятін у 1929 році виходить із Союзу письменників, а в 1931 році пише листа Сталіну із проханням дозволити йому виїзд за кордон. Отримавши позитивну відповідь (за клопотанням Горького), у листопаді 1931 року їде спочатку в Ригу, потім у Берлін, звідки в лютому 1932 року переїжджає в Париж.
Пише статті для французьких газет, сценарії та продовжує писати оповідання.
Замятін сумує за Батьківщиною до кінця життя. Помирає 10 березня 1937 року в Парижі. Похований на паризькому цвинтарі в Тьє (дивізіон 21, лінія 5, могила 36).

## Переклади та видання українською мовою
- Євген Замятін. Ми // пер. з рос. Оксани Торчило. — К.: Комубук, 2016. — 232 с.